# کرنسکو
کرنسکو (به چکی: Krnsko) یک منطقهٔ مسکونی در جمهوری چک است که در ناحیه ملادا بولسلاو واقع شده‌است. کرنسکو ۵٫۶۲ کیلومتر مربع مساحت و ۵۳۶ نفر جمعیت دارد و ۲۳۰ متر بالاتر از سطح دریا واقع شده‌است.